# Крістіан Костов
Крістіан Константінов Костов (болг. Кристиан Костов; нар. 15 березня 2000, Москва) — російський і болгарський співак, фіналіст 1-го сезону російського проєкту «Голос. Діти», отримав друге місце у 4-му сезоні болгарського проєкту «X-Фактор», представник Болгарії, що здобув друге місце на конкурсі «Євробачення» 2017 року в Києві.

## Біографія
Народився в сім'ї болгарина Константіна Костова і казашки Заури. З раннього дитинства цікавився музикою і батьки віддали його до студії «Непоседы».
Взимку 2017 року прийнятий до музичного коледжу «Берклі». Почне навчання 2018 року.

## Цікаві факти
1 червня 2014 брав участь у концерті в міжнародному дитячому центрі «Артек» в окупованому Криму,порушивши цим українське законодавство. Щоправда, СБУ не заборонило йому в'їзд в Україну, формально мотивуючи його малолітністю та нездатністю відповідати за свої вчинки..
Однак сам співак не оцінив великодушності країни-господаря конкурсу, і в своєму інтерв'ю на офіційній зустрічі з журналістами заявив, що в разі, якщо здобуде кришталевий мікрофон, то демонстративно розіб'є його у своїй омріяній столиці — місті Москві.

## Дискографія

### Пісні і сингли
| Рік  | Назва             | Чарти |
| Рік  | Назва             | BUL   |
| ---- | ----------------- | ----- |
| 2015 | «Ready to fly»    | —     |
| 2015 | «Слушай дождь»    |       |
| 2016 | «Не си за мен»    | 13    |
| 2016 | «Вдигам level»    | 13    |
| 2017 | «You got me girl» | —     |
| 2017 | «Beautiful mess»  |       |

## Відеокліпи
| Дата виходу       | Назва                  |
| ----------------- | ---------------------- |
| 20 серпня 2014    | «When I was your man»  |
| 8 грудня 2014     | «Мир без войны»        |
| 19 квітня 2015    | «Бухенвальдский набат» |
| 22 серпня 2015    | «Слушай дождь»         |
| 30 грудня 2015    | «Titanium»             |
| 8 березня 2016    | «Pair of wings»        |
| червень 2016      | «Taste the feeling»    |
| 7 жовтня 2016     | «Ne si za men»         |
| 4 листопада 2016  | «Let it go»            |
| 25 листопада 2016 | «Vdigam LEVEL»         |
| 9 грудня 2016     | «Мы единая страна»     |
| 23 грудня 2016    | «Give me love»         |
| 13 січня 2017     | «You got me girl»      |
| 31 березня 2017   | «Beautiful Mess»       |